# Jasmin Schornberg

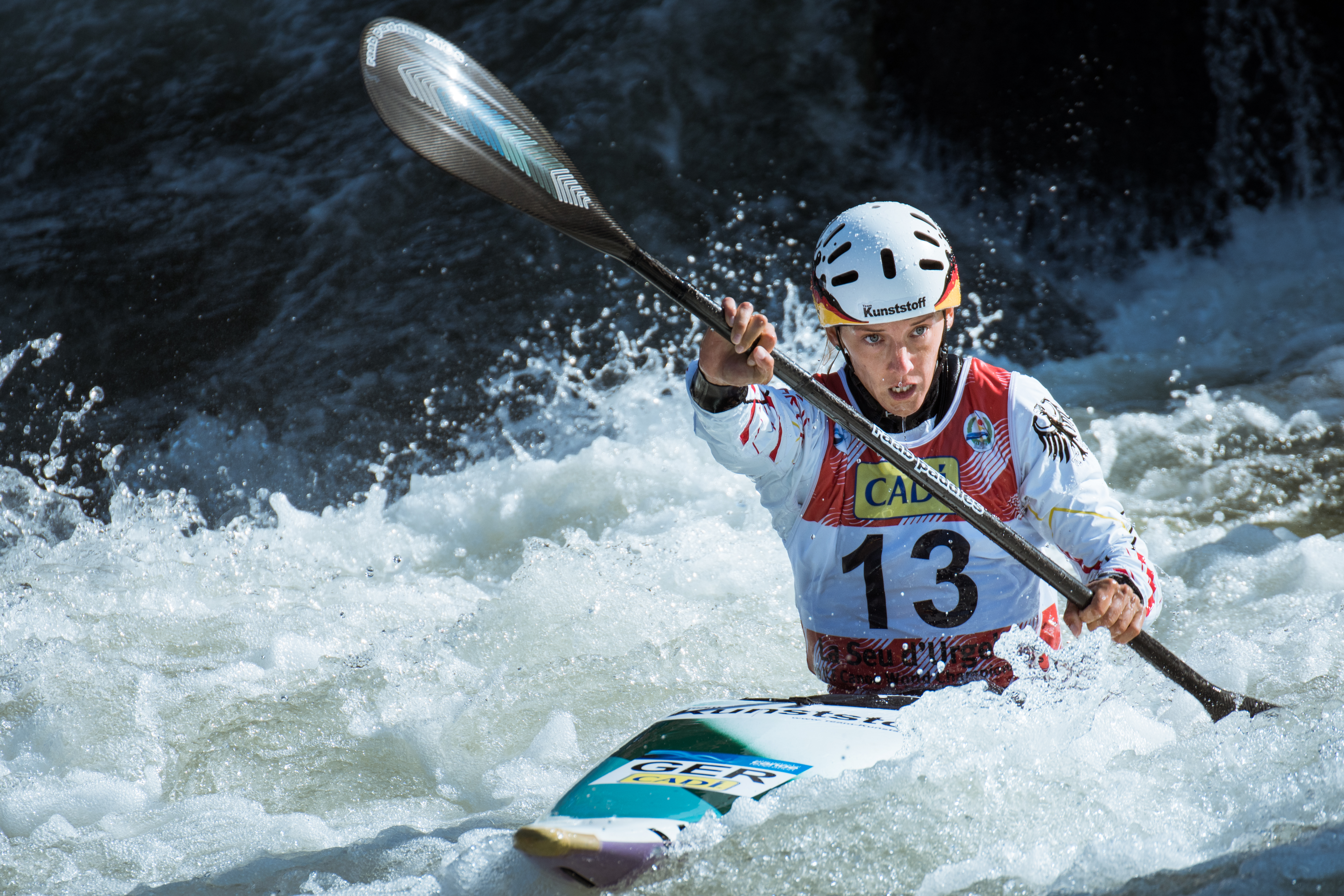
Jasmin Schornberg bei den Weltmeisterschaften 2019

Jasmin Schornberg (* 7. April 1986 in Lippstadt) ist eine deutsche Kanutin.
Geboren und aufgewachsen in Lippstadt, zog Schornberg nach dem Abitur 2005 nach Augsburg. Hier studiert sie Medieninformatik und ist Mitglied der Sportfördergruppe in Sonthofen. Schornberg ist eine der wenigen Leistungssportler im Kanuslalom mit einem eigenen Manager.
Schornberg kam durch ihre Mutter zum Kanusport und trainierte seit ihrem zwölften Lebensjahr regelmäßig. Sie wurde bei den Weltmeisterschaften 2009 in La Seu d’Urgell in Spanien Weltmeisterin im Kanuslalom. Weitere internationale Erfolge sind zehn Erste Plätze (in der Einzelwertung: JWM 2004, WC 2007, oben genannte WM 2009; in der Mannschaftswertung: JWM 2002, JEM 2003, JWM 2004, EM 2005 U23, WM 2007, EM 2007, EM 2008) und drei Dritte Plätze (JEM 2003 Einzelwertung, WM 2006 und WM 2009 Mannschaftswertung).
Bei den Olympischen Sommerspielen 2012 in London vertrat Schornberg Deutschland im Kanuslalom, bei dem nur ein Teilnehmer pro Nation starten kann. Sie erreichte den fünften Platz, mit 5,07 Sekunden Rückstand auf die Siegerin Émilie Fer aus Frankreich.
Bei den Weltmeisterschaften 2017 in Pau errang sie Gold im Team-Wettbewerb.